# 101次求婚 (電影)
《101次求婚》（英語：Say Yes）是改編自1991年經典日劇《101次求婚》的中國版同名電影，由陳正道執導、黄渤、林志玲、秦海璐和高以翔主演，2013年2月12日在中國大陸上映，同年3月21日在香港上映、3月22日在臺灣上映、10月19日在日本上映。《101次求婚》在中國大陸上映一個多月，票房2亿多人民币，在当年中国电影票房排行榜第35位。這是林志玲繼《赤壁》之後，再度有亮眼的成績，這也使導演成為繼陳國富、鈕承澤之後，第三位在中國大陸票房破億的台灣導演。

## 劇情概要
其貌不揚、個頭不高的建築裝修工頭黃達（黃渤飾）在相親之路上總是屢戰屢敗，擁有出眾外表、高雅氣質的樂團大提琴手葉薰（林志玲飾），雖然追求者眾，她卻緊閉心門，對愛情不再抱持希望。黃達在第99次相親時誤打誤撞認識了葉薰，前者千方百計出盡怪招擄獲佳人芳心，不僅打破後者原本寧靜的生活，前者甚至以性命為賭注在路中擋車，證明自己對這段感情的決心黃達為了葉薰的幸福，他知道葉薰的心房已悄然被他佔據。好友桃子（秦海璐飾）打開電視要葉薰收看，因為黃達正為了完成他的夢想參加節目「中國夢想秀」。桃子也向葉薰要他逃婚，許卓也了解，一句「自由了」，讓葉薰感動擁抱。葉薰逃婚並衝向「中國夢想秀」節目現場，完成了對黃達第101次求婚的許諾。

## 演員一覽
- 葉薰：林志玲
- 黃達：黃渤
- 桃子：秦海璐
- 許卓：高以翔
- 星野達郎：武田鐵矢（特別客串演出）
- 表妹：程依
- 趙永革：王迅
- 趙太太：姜希文
- 熊哥：李海濱
- 虎子：趙炳銳
- 石頭：劉春龍
- 嚴團長：劉世寧
- 譚芳芳：陳燃
- 夢想秀主持：華少、陳晗

## 製作人員
- 導演：陳正道
- 副導演：楊旭奮、李海濱、楊京謹、王玉鶴、干頔
- 攝影：徐少江、吳景文
- 燈光：徐少江、任國卿
- 錄音：李濤
- 美術：羅順福
- 服裝：王楓
- 化妝：蔡春苗
- 製片：石頭、劉萬軍
- 後期製作：趙楠
- 剪輯：李棟全
- 特效與動畫：孫敏
- 配樂：京延

## 獲獎紀錄
- 2013年獲得第四届藝恩電影產業獎最佳創新營銷影片。

## 內部連結
- 101次求婚
- 相親

## 外部連結
- 互联网电影数据库（IMDb）上《Say Yes》的资料（英文）
- （繁體中文）《101次求婚》2013 電影 Facebook 專頁（页面存档备份，存于）